# Saint-Charles-de-Bourget
Pour les articles homonymes, voir Saint-Charles et Bourget.
Saint-Charles-de-Bourget est une municipalité du Québec, faisant partie de la municipalité régionale de comté du Fjord-du-Saguenay, située dans la région administrative de Saguenay–Lac-Saint-Jean.

## Toponymie

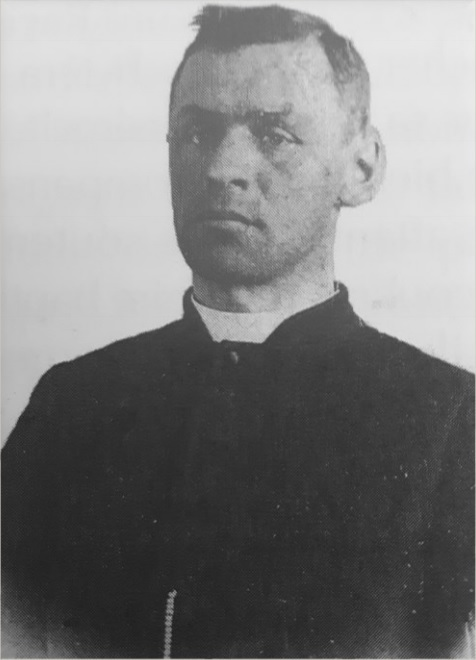
Charles-Stanislas Richard.

Elle est nommée en l'honneur des évêques Charles Borromée et Ignace Bourget.
La Commission de toponymie du Québec précise : « D'abord établie comme municipalité du canton de Bourget en 1885, le nom de Saint-Charles-de-Bourget fut renommé en 1981. En effet, le canton proclamé en 1881 célèbre le souvenir de monseigneur Ignace Bourget (1799-1885), deuxième évêque de Montréal de 1840 jusqu'à 1876. Quant à l'élément Saint-Charles, duquel on a tiré le gentilé Saint-Charlois, il honore la mémoire du curé fondateur Charles-Stanislas Richard, né en 1832, second curé de Sainte-Anne-de-Chicoutimi-Nord de 1862 à 1867. Anciennement, on désignait l'endroit sous le nom de La Dalle, parce qu'une dalle-glissoire pour descendre les billots dans une partie accidentée du cours de la rivière des Aulnaies avait été construite. Ultérieurement, l'endroit répondra aux appellations de Saint-Charles-du-Saguenay et Saint-Charles-de-Chicoutimi. De nos jours, la désignation courante demeure Saint-Charles. »

## Historique
- 1864 : L'abbé Charles Stanislas Richard débute le défrichage des lots avec des colons originaires de Sainte-Anne-de-Chicoutimi.
- 1868 : Création de la mission de Saint-Charles-Borromée.
- 1881 : Proclamation du canton de Bourget.
- 1885 : Le Township Bourget compte environ 300 habitants. Construction d'une école.
- 1886 : Ouverture du bureau de poste de La Décharge de la rivière à l'ours.
- 1922 : Le territoire accède au statut de paroisse.
- 1927 : La construction du barrage de Chute-à-Caron entraîne, les années suivantes, l'inondation permanente du village qui doit déménager[3].
- 1948 : Installation de l'électricité[4].
- 1965 : Le manoir Boréal de Val-Renaud est détruit par un incendie[5].
- 2010 : Compétition amateur de nage en eau libre « Descente Sylvain Fillion »[6].

## Géographie
Saint-Charles-de-Bourget se situe du côté nord du Saguenay, au sud-ouest de Saint-Ambroise, à une vingtaine de kilomètres au nord-ouest de Chicoutimi.
La rivière Saguenay délimite le sud de la municipalité en coulant vers le sud-est.

## Démographie
| 1996 | 2001 | 2006 | 2011 | 2016 | 2021 |
| ---- | ---- | ---- | ---- | ---- | ---- |
| 715  | 703  | 659  | 690  | 736  | 784  |

## Administration
Les élections municipales se font en bloc pour le maire et les six conseillers.
| Saint-Charles-de-Bourget Maires depuis 2005                                                                          |                   |         |          |
| Élection | Maire             | Qualité | Résultat |
| 2005 | Bernard Couture   |         | Voir     |
| 2009 | Michel Ringuette  |         | Voir     |
| 2013 | Michel Ringuette  | Voir    |          |
| 2017 | Bernard St-Gelais |         | Voir     |
| 2021 | Bernard St-Gelais | Voir    |          |
| Élection partielle en italique Depuis 2005, les élections sont simultanées dans toutes les municipalités québécoises |                   |         |          |

## Patrimoine bâti
Dans le clocher de l'église de Saint-Charles-de-Bourget, on trouve trois cloches achetées en 1937 et 1938, de la maison C.E Morisette de Québec et fondues en France au fonderie Pascard d'Annecy-Le-Vieux en Haute Savoie. La plus grosse pèse 1084 livres et porte le nom de Sacré-Coeur-de-Marie et donne la note LA. La deuxième pèse 762 livres et porte le nom de Saint-Charles-Borromée et donne la note SI. La troisième pèse 535 livres et porte le nom de Sacré-Coeur-de-Jésus et donne la note DO.

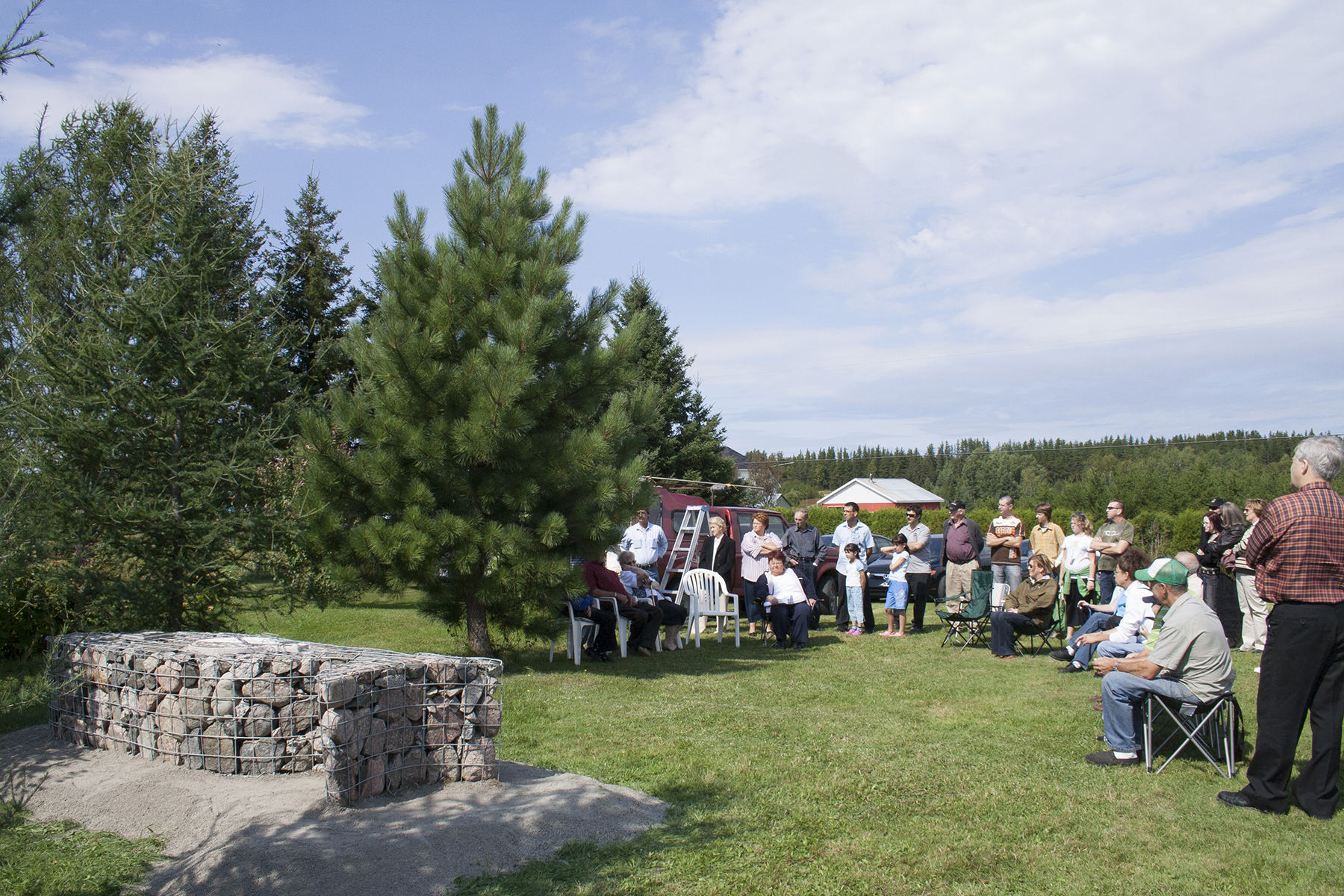
Tacon Site de la Famille (2007).

La municipalité a gardé, au cœur du village, un ensemble patrimonial du nom de Place des Ormes, constitué de l'église, du presbytère et de la salle publique qui héberge présentement la bibliothèque. C'est à cet endroit que la Fête du village accueille les familles pour se divertir par des activités intergénérationnelles. Pour cette raison, le collectif d'artistes Interaction Qui dans le cadre de la Grande Marche des Tacons-Sites a implanté le Tacon Site de la Famille installé chez la famille Thomas et Thérèse Maltais en 2007. Ce seizième Tacon Site appartient à la municipalité de Saint-Charles-de-Bourget.